# Angelique Kerber
Angelique Kerber, född 18 januari 1988 i Bremen i Västtyskland, är en tysk tennisspelare, som också har polskt medborgarskap. Hennes största framgångar är vinsten i Australiska öppna 2016, vinsten i US Open 2016 samt vinsten i Wimbledon 2018. Hon har dessutom vunnit sju andra WTA-titlar. Från 12 september 2016 till början av 2017 var hon etta i WTA:s singelranking.
Kerber deltog vid de olympiska tennistävlingarna i London där hon nådde kvartsfinalen. Vid de olympiska sommarspelen 2016 i Rio vann hon en silvermedalj.